# Зарицький Мирон Онуфрійович

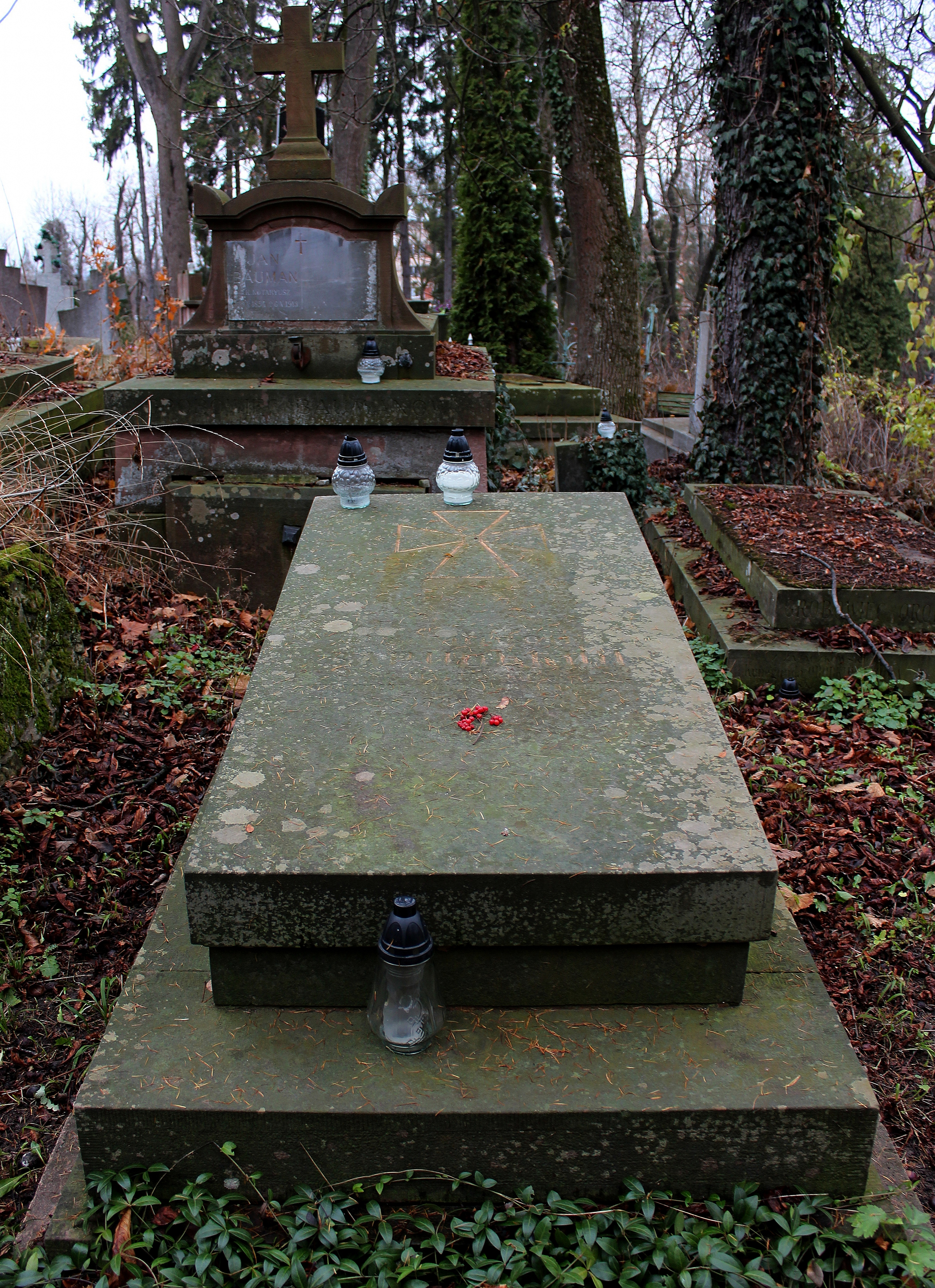
Могила Мирона Зарицького на 59 полі Личаківського цвинтаря у Львові.

Мирон-Миколай Онуфрійович Зарицький гербу Новина (21 травня 1889 — 19 серпня 1961) — український вчений-математик та педагог, професор Львівського державного університету, дійсний член Наукового Товариства ім. Т. Шевченка (з 1927), фундатор української математичної культури, батько визначної діячки ОУН та УПА Катерини Зарицької. Доктор філософії (1930).

## Життєпис

### Дитячі і шкільні роки
Народився 21 травня 1889 р. в селі Могильниця (тоді Королівство Галичини та Володимирії, Австро-Угорська імперія, нині село у Теребовлянській міській громаді Тернопільського району Тернопільської області, Україна) у родині сільського священика отця Онуфрія Івановича Зарицького гербу Новина та його дружини Марії зі Слоневських. На території Галичини родина з'явилася після того, як дідусь Мирона Онуфрійовича по батьковій лінії Іван Зарицький, що брав участь у Січневому повстанні 1863—1864 рр., емігрував із території Російської імперії.
Первісток у сім'ї, народився кволим і змалку дуже часто хворів, однак розумово розвивався дуже швидко. Виявляв велику зацікавленість до природи, дуже любив квіти. Згодом батьки його переїхали до Нового Села, тепер Підволочиського району.
До початку навчання в школі самотужки навчився читати, писати та рахувати, закінчив початкову школу в селі Кривому у свого діда по материній лінії Антона Слоневського.
У 1899 р. поступає до першого класу Бережанської гімназії. Навчання давалося дуже легко — перші два класи він закінчив на «відмінно». У Бережанах уперше побачив великий став, який дуже його зацікавив, навчився плавати і пірнати, чим спричиняв багато турбот бабусі, тому на третьому році навчання його перевели до Тернопільської української гімназії.
Прагнучи до знань, хлопець багато читає (але тільки те, що його цікавить), працює самотужки, зокрема над математикою, значно випереджуючи своїх товаришів. Тому на багатьох уроках у гімназії йому було нецікаво, чого не могли зрозуміти деякі вчителі, і з того виходили часто непорозуміння. Після одного з таких конфліктів Мирона виключили з 5-го класу Тернопільської гімназії і він поїхав додому у Нове Село, де пробув цілий рік. Тут самостійно наполегливо вчився і в 1905 р. без жодної допомоги підготував і здав екстерном з добрими оцінками іспити за 6-й клас Тернопільської гімназії та поступив до 7-го класу класичної гімназії в Перемишлі.
У Перемиській гімназії Мирон зацікавився грецькою філософією, багато часу присвячує вивченню грецьких та латинських класиків, але твори, включені в програму гімназії, він вивчав поверхово, і знову були певні конфлікти. Деякі викладачі гімназії вагалися, чи допускати його до випускних іспитів, а він зробив їм несподіванку і все здав на «відмінно».

### Студентські роки
У 1907 році Мирон Зарицький поступає до Віденського університету, де слухає лекції з природознавства та філософії. Як великий аматор музики, він часто відвідує у Відні концерти та оперу, витрачаючи на квитки багато грошей з того, що батьки висилали йому на прожиток. Це відбилося на його здоров'ї, і тому після закінчення першого курсу батьки Мирона, побачивши його таким змарнілим, вже не пустили його більше до Відня, і він змушений був перевестися до Львівського університету. Тут він студіює переважно математичні та фізичні дисципліни, а також продовжує займатись філософією, самотужки вивчає французьку мову.
У Львові Мирон Зарицький стає членом студентського товариства «Академічна громада», дещо пізніше входить до складу «Українського студентського союзу».
На той час провідними математиками Львівського університету були Юзеф Пузина та Вацлав Серпінський. Під впливом професора Серпінського Мирон Зарицький захопився теорією множин та теорією функцій дійсної змінної, брав участь у математичному семінарі. Ці студентські захоплення визначили пізніший напрямок його наукової діяльності.
На студентських канікулах Мирон Зарицький часто бував у Карпатах, де збирав рослини і завів собі гербарій. Любов до природи, до карпатських гір та лісів не покидала його впродовж усього життя. В 1912 р. він закінчив університет, а через рік склав учительський іспит і отримав звання вчителя середніх шкіл з математики і фізики.

### 1912—1939
Маючи великий нахил до наукової праці, Мирон Зарицький, проте, як і багато інших вчених українців, в умовах Австро-угорської монархії та міжвоєнної Польщі не міг отримати роботу у вищій школі і тому почав свою працю на ниві пропагування математичних знань у різних середніх школах Галичини. Він учителює у приватних українських гімназіях Белза та Збаража, потім, із деякими перервами в роки Першої світової війни, у державних українських гімназіях Коломиї і Тернополя (від листопада 1919). Уже тоді робить перші кроки в науковій роботі з математики (праці невеликого масштабу, в яких уже містилися елементи оригінальної творчості). Через певний час він показав ці роботи у приватному порядку відомому польському математикові, професору Львівського університету Гуґо Штайнгаузу, який схвалив їх і турбувався про його переїзд до Львова.
У 1925 переїхав до Львова, де працював спочатку в польській, а згодом у державній українській гімназії. Він продовжує займатися науковою роботою, відвідує в університеті лекції з психології та філософії — професора Казимира Твардовського, з математики — професора Гуґо Штайнгауза, з астрономії — професора М. Ернста й ін.
24 березня 1927 р. М. Зарицького обирають дійсним членом Наукового Товариства ім. Т. Шевченка, і від того часу він стає активним співробітником його математично-природописно-лікарської секції. У 25-му томі «Збірника» цієї секції була надрукована перша його праця «Метод запровадження доброго впорядкування у теорії множин» (1926 р.). За працю «Quelques notions fondamentales de l'Analysis Situs au point de vue de l'Algèbre de la Logique» («Деякі основні поняття аналізу положення з точки зору алгебри логіки»), надруковану в 9-му томі журналу «Fundamenta Mathematicae» (1927 р.), Львівський університет 25 жовтня 1930 р. присудив М. О. Зарицькому вчений ступінь доктора філософії.
У цей час зблизився з видатними польськими математиками Г. Штейнгаузом, С. Банахом, В. Стожеком, С. Мазуром, які працювали у Львові, був прийнятий до Львівського відділу Польського математичного товариства, його обирають також членом Німецького математичного товариства.
Брав участь в роботі І-го польського математичного з'їзду (Львів, 1927), де виступив із науковою доповіддю «Когеренції та адгеренції Кантора». У 1930 p. був делегатом Наукового Товариства ім. Т. Шевченка на І-й математичний з'їзд Радянського Союзу в Харкові.
З квітня 1927 p. на ювілейному святі математично-природописно-лікарської секції Наукового Товариства ім. Т. Шевченка, присвяченому 30-річчю роботи секції, Мирон Зарицький виголошує доповідь філософського змісту «Правда, краса і математика».
Серед гімназійних учнів Зарицького був Станіслав Лем, про що польський фантаст написав у своїй книзі «Високий замок».
До 1939 p. надрукував близько 20 наукових праць у львівських та іноземних виданнях і в цей період сформувався як серйозний математик з філософським ухилом.

### 1939—1961
Після радянської окупації Західної України М. О. Зарицький з грудня 1939 p. починає працювати у Львівському університеті: у 1939—1941 pp. був продеканом, в 1945—1947 pp. — деканом фізико-математичного факультету, керував кафедрою теорії ймовірностей, а з 1948 p.— кафедрою загальної математики. В цей період працював старшим науковим співробітником Львівського філіалу АН УРСР. У 1941 p. виступав з доповідями на конференціях Академій наук УРСР та ГрузРСР у Києві та Тбілісі. 21 квітня 1945 p. М. О. Зарицькому було присвоєно звання професора, а 6 липня 1946 p. — вчений ступінь кандидата фізико-математичних наук.
Роботу у Львівському університеті М. Зарицький поєднував з читанням лекцій у Львівському політехнічному інституті (1944—1946 pp.) та в новоствореному Ужгородському університеті (1950—1955 pp.), надаючи велику допомогу в організації математичних кафедр цього університету. В 1942—1944 pp. М. О. Зарицький читав лекції з вищої математики на професійних технічних курсах, організованих на базі Львівської політехніки.
Гордістю і болем Мирона Зарицького була єдина дочка Катерина, згодом — відома діячка ОУН, голова підпільного Українського Червоного Хреста, особиста зв'язкова командира УПА Романа Шухевича, багатолітній в'язень польських і радянських в'язниць. Її чоловіком став Михайло Сорока, теж член ОУН. Саме він заснував у Воркуті підпільну організацію «ОУН-Північ» і був автором гімну учасників Кенгірського повстання 1954 року — «У гарячих степах Казахстану». Їхнє коротке як спалах спільне життя у 1939—1940 роках подарувало сина Богдана. Мирону Зарицькому з дружиною Володимирою довелося виховувати й виводити в люди хлопця, відомого львівського художника-графіка, адже батьки довгі роки поневірялися серед сибірських снігів.
Помер Мирон Зарицький 19 серпня 1961 році, похований на 59 полі Личаківського цвинтаря у Львові.

## Наукові інтереси
Наукові інтереси М. О. Зарицького охоплюють, головним чином, теорію множин з алгеброю логіки та теорію функцій дійсної змінної. Він досліджує похідні множини методами алгебри логіки, виходячи тільки з кількох основних аксіом і не користуючись іншими геометричними міркуваннями. Крім того, М. О. Зарицький займався теорією вимірних перетворень множин, тобто таких гомеоморфних перетворень, які переводять довільну вимірну множину в іншу множину такого ж роду. У зв'язку з цим він також займався деякими теоретико-числовими питаннями і надрукував статтю «Деякі числові послідовності та їх застосування» (1957).
Мирон Онуфрійович був великим знавцем історії математики, особливо античної, читав курси лекцій з історії математики у Львівському університеті, надрукував кілька праць з історії точних наук. Сюди належить «Хрестоматія грецької математики» (польською мовою, 1936), у якій вміщені невеликі уривки з творів Евкліда, Архімеда, Аполонія Пергійського, Клавдія Птоломея та Діофанта в грецькому оригіналі та латинському перекладі, невеликий етюд «Зауваження до проблеми наближених обчислень у грецькій математиці» (1947), нарис «Астрономія в старовину» (польською мовою, 1935).
Астрономія зацікавила М. О. Зарицького ще з молодих літ. Його дядько (священик) мав велику астрономічну бібліотеку; він навчив Мирона Онуфрійовича перших азів астрономії, збудивши інтерес до глибокого вивчення цього предмета. Працюючи в гімназіях, М. О. Зарицький заохочував учнів до занять астрономією, дуже часто сам ходив вечорами до астрономічної обсерваторії Львівського університету спостерігати зоряне небо. І, вже будучи відомим математиком, Мирон Онуфрійович задумав написати нарис про зародження астрономії у стародавніх народів Близького Сходу. Щоб ознайомитись із першоджерелами, йому довелося вивчити в потрібному обсязі староєврейську мову.
Цікаві також його нариси з методики математики у зв'язку з історією, що друкувалися в польському журналі «Математика і школа».
Як філософ М. О. Зарицький цікавився теорією ймовірностей та математичною статистикою. Його стаття «Про коефіцієнт кореляції в теорії математичної статистики» (1937) присвячена спробі аналізу балансів західноукраїнських кооперативів.
Будучи людиною з гострим почуттям громадського обов'язку, М. О. Зарицький проводив широку пропаганду наукових знань у пресі. Так у газетах «Діло», «Вільна Україна», «Радянська Україна», «Czerwony sztandar» ним було надруковано близько 20 статей.
Він підготував до друку монографію «Теорія множин», яка, на жаль, не була надрукована, а рукопис її загубився у стінах Львівського державного університету ім. І. Франка; переклав із французької мови українською книгу С. Банаха «Курс функціонального аналізу». В українському перекладі ця книга вийшла з друку у видавництві «Радянська школа» в Києві 1948 p. (через три роки після смерті С. Банаха). З невідомих причин прізвище перекладача в книзі не вказано. В домашньому архіві Мирона Онуфрійовича залишились підготовлені до друку декілька брошур та ряд рукописів, серед них: «Математика та формальна логіка», «Історія античної математики», «Культурні перетворення в Західних областях УРСР». Із сказаного видно, наскільки різноманітні і широкі були інтереси вченого.
Наукові висліди М. О. Зарицького стояли на передньому краю світової науки. На них є посилання, зокрема, в таких відомих монографіях: К. Куратовский. Топология. — Т. 1 (М.: Мир, 1966) і Zbigniew Semadeni «Banach Spaces of continuons functions, V. I» (Warschawa; PWN, 1971). Про значимість наукових здобутків М. О. Зарицького згадував його сучасник професор М. А. Чайковський, який писав, що про це «може свідчити хоча б той факт, що на праці українського вченого посилаються або цитують їх окремі положення французькі та німецькі математики Фреше та Гільберт, колишній вчитель нашого земляка професор Вацлав Серпінський та інші».
Коло зацікавлень Мирона Онуфрійовича не замикалось однією математикою. Він був обізнаний з природничими науками, світовою літературою, філософією, захоплювався поезією. Любив Шекспіра і Пушкіна. Окремі розділи поеми Пушкіна «Євгеній Онєгін» переклав українською мовою. Це направду був тип класичного українського інтелігента.
Володів вільно польською, німецькою і російською мовами. Крім того, писав математичні статті англійською, французькою, італійською та іспанською мовами.
Мирона Онуфрійовича називали «поетом формул». Наука у нього — це творчість, натхнення і радість, котрою він хотів поділитися з кожним, хто цього бажав.

## Вшанування пам'яті

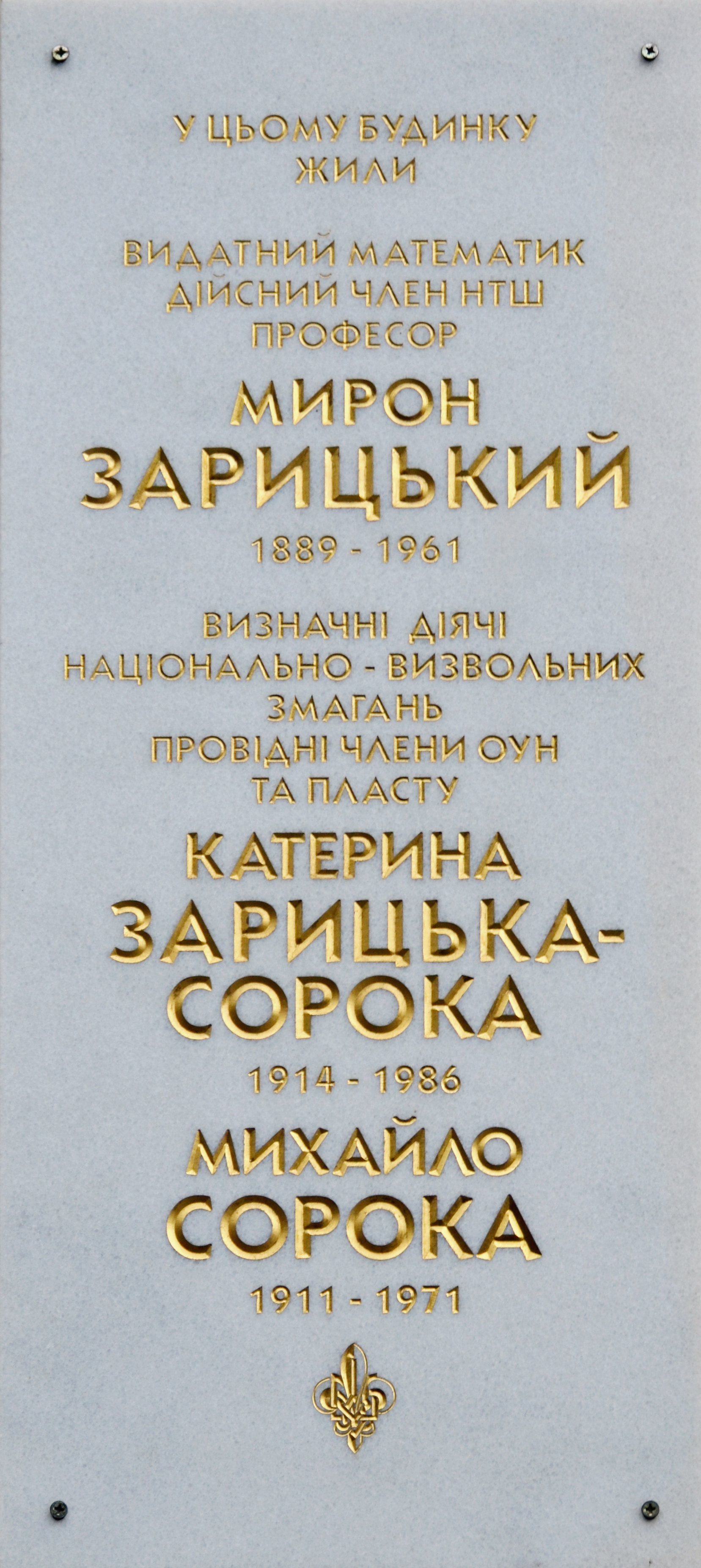
Меморіальна таблиця. Будинок на вулиці Зарицьких, 27

На честь українського математика Мирона Зарицького та його доньки Катерини Зарицької у 1991 році названа вулиця Зарицьких у Галицькому районі Львова (до 1991 р. — вул. Воровського); родина Зарицьких мешкала на цій вулиці в будинку № 27.